# Лозовой Андрій Сергійович
Андрій Сергійович Лозовой (нар. 3 червня 1989, Рівне, Українська РСР) — український політик, народний депутат України VIII скликання, заступник лідера Радикальної партії Олега Ляшка та його помічник-консультант.

## Життєпис
Закінчив Національний педагогічний університет ім. Драгоманова, вчиться в аспірантурі. 
2009 — Лозовий стає довіреною особою керівника молодіжного крила «Партії зелених» в Україні.
На парламентських виборах 2012 року був висунутий Радикальною партією в народні депутати (№ 2 у списку РПЛ), проте партія набрала лише 1.08% і не змогла пройти до Верховної Ради.
У 2014 році був обраний депутатом Київської міськради.
Під час повторних виборів народних депутатів у грудні 2013 року, став кандидатом від об'єднаної опозиції на окрузі № 94 (Обухів), після скасування судом реєстрації кандидата від ВО «Батьківщина» Віктора Романюка. Набрав 20 080 голосів виборців (21,9%), посівши 2 місце.

## Політика
На парламентських виборах 2014 року був обраний народним депутатом від «Радикальної партії». Секретар Комітету Верховної Ради України з питань правової політики та правосуддя.
Автор скандально відомих «поправок Лозового».